# Alter Ego (Computerspiel, 2010)
Alter Ego ist ein Point-and-Click-Adventure des tschechischen Spieleentwicklers Future Games. Der Spieler steuert abwechselnd zwei gegensätzliche Charaktere, die in eine fiktive Mordserie im britischen Plymouth des 19. Jahrhunderts involviert sind. Alter Ego wurde im März 2010 für PCs mit dem Betriebssystem Microsoft Windows veröffentlicht.

## Handlung
1894: In Plymouth ist Sir William gestorben, der für eine Mordserie verantwortlich gemacht wird und „die weiße Bestie“ genannt wurde. Seine Leiche ist aus der Familiengruft verschwunden, was die Presse zu allerlei Spekulationen animiert. Zu Beginn des Spiels kontrolliert der Spieler Timothy Moor, einen irischen Kleingauner, der in die USA auswandern will, in Plymouth aber von der örtlichen Polizei festgesetzt wird. Er kann fliehen und bittet daraufhin einen alten Freund um Unterstützung, dem er im Gegenzug bei einem Einbruch in Plymouth hilft. Parallel dazu spielt man Inspektor Briscol, der eine Stelle in leitender Funktion bei der Plymouther Polizei antritt und unter anderem den Fall der „Weißen Bestie“ abzuschließen hat. Briscol setzt dabei moderne Ermittlungsmethoden ein. Ziel des Spiels ist die Aufklärung des Falles der „Weißen Bestie“. Die Spielzeit beträgt etwa zehn Stunden.

## Spielprinzip
Alter Ego ist ein sogenanntes 2,5D-Point-and-Click-Adventure. Charaktere, die als dreidimensionale Figurenmodelle erstellt wurden, bewegen sich vor handgezeichneten 2D-Kulissen. Mit der Maus gibt der Spieler seinen Charakteren Timothy Moor und Inspektor Briscol Aktionsbefehle, bewegt sie von Ort zu Ort, untersucht die Szenerie, analysiert und kombiniert gefundene Gegenstände und unterhält sich mit anderen Charakteren. Mit fortschreitendem Handlungsverlauf werden weitere Orte freigeschaltet. Wichtiges Spielelement ist die Detektivarbeit des Ermittlers Briscol, in deren Rahmen zum Beispiel Objekte miteinander verglichen oder mit der Lupe untersucht sowie Personen verhört werden müssen. Einzelne Ermittlungsergebnisse werden automatisch im einsehbaren Notizbuch des Inspektors eingetragen.

## Produktionsnotizen
Mit der Produktion von Alter Ego wurde dasselbe Team betraut, das 2003 Black Mirror erstellt hatte, den größten finanziellen Erfolg von Future Games. Alter Ego war kein finanzieller Erfolg. In der Folge musste das tschechische Entwicklungsstudio den Geschäftsbetrieb einstellen.

### Sprecher
| Rolle             | deutscher Sprecher      |
| ----------------- | ----------------------- |
| Inspektor Briscol | Oliver Krietsch-Matzura |
| Timothy Moor      | Johannes Berenz         |
| Reporter          | Gordon Piedesack        |

## Rezeption
Alter Ego erhielt mittelmäßige bis schlechte Bewertungen. Die Rezensionsdatenbank Metacritic aggregiert 9 Rezensionen zu einem Mittelwert von 59.
Das deutsche Spielemagazin 4Players lobte die düstere Grundstimmung des Spiels sowie die Idee, dieselben Schauplätze von zwei unterschiedlichen Charakteren und dadurch mit zwei unterschiedlichen Perspektiven besuchen zu lassen, was die Handlung abwechslungsreich gestalte. Das Magazin kritisierte die beiden Spielcharaktere als unsympathisch und bewertete die Rätsel als zu wenig fordernd. Das Fachmagazin Adventure-Treff stellte heraus, dass der Spieler die Gedankengänge der zwei Protagonisten verfolgen könne, was aber nicht zu einer weitergehenden Bindung an diese Charaktere führe, da sie von Grund auf egoistisch (Timothy) bzw. arrogant (Briscol) angelegt seien und darüber hinaus ohne Hintergrundgeschichte auskommen müssten. Rezensent Sascha Pongratz merkte negativ an, dass die beiden Handlungsstränge nur ungenügend verzahnt sei und so beim Perspektivwechsel den Spielfluss unterbrächen. Die Detektivarbeit sei zudem stellenweise oberflächlich. Positiv angemerkt wurde die Vertonung; Sprachaufnahmen, Score und Geräuschkulisse wirkten professionell, stimmig und passend. Die deutsche GameStar kritisierte die Animationen der Spielfiguren: „Die hölzernen Bewegungen der polygonarmen Figuren erinnern an Marionetten.“ Dank spannender Handlung und ordentlicher Vertonung sei Alter Ego insgesamt aber ein geeignetes Adventure „für zwischendurch“.